# Ameerega parvula
Ameerega parvula är en groddjursart som först beskrevs av George Albert Boulenger 1882.  Ameerega parvula ingår i släktet Ameerega och familjen pilgiftsgrodor. IUCN kategoriserar arten globalt som livskraftig. Inga underarter finns listade i Catalogue of Life.

## Bildgalleri

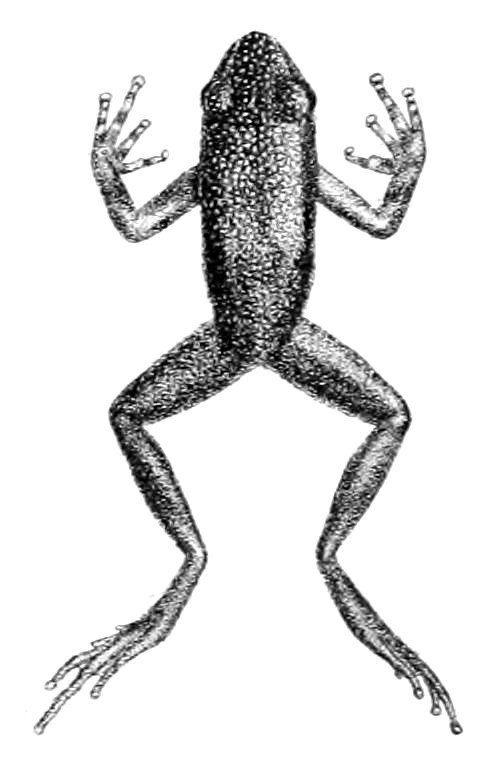